# ママだって夏休み
『ママだって夏休み』（ママだってなつやすみ）は、NHKの「ドラマ新銀河」で1997年8月11日から8月28日まで放送されたテレビドラマ｡なお、クレジット上の主人公は、竹下景子演じる佐藤友子であったが、実質的な主演は友子の息子で筒井万央によって演じられた佐藤学であった。
2000年1月8日から2月19日にかけて、再編集したものが僕んちのロングバケーション（ぼくんちのロングバケーション）というタイトルで「ドラマ愛の詩」で放送されたが、再放送・再編集であることを全く明示せず新番組扱いで放送されたため、視聴者から新聞投書欄などに疑問の声が寄せられた。結局NHKがお詫びと釈明をし、第3話からはその旨のテロップが入るようになった。

## キャスト
佐藤友子
演 - 竹下景子
クレジット上の主人公。専業主婦だったが、物語開始時点ではケーキ屋でパートとして働いている。
佐藤学演 - 筒井万央
友子の子供で末っ子。物語上の主人公。小学生で年の離れた姉・英美と兄・俊彦がいる。ナレーション兼任。
オリジナル放送時のタイトルに「ママ」とあるが学自身は友子のことを「お母さん」と呼んでいる。
佐藤春男
演 - 蟹江敬三
学たち3兄妹の父。物語開始時点では、電機メーカーの重役として働いていた。52歳。
仕事の能力は高かったものの、私生活がだらしなかったため、妻や娘からは煙たがられていた。
ストーリー中盤で無断で会社を辞めたため、ただでさえ冷え切っていた夫婦仲が悪化する事態となり、私生活におけるだらしなさもあって離婚直前にまで追い込まれた。しかし、終盤で和解し再就職に向けて動き出す。
桜井
演 - 須永慶
水原早苗
演 - 倉沢桃子
学が山梨で出会った少女。妖怪「ガタロ」を探しに行く。
誠
演 - 市村浩佑
佐藤英美
演 - 西田尚美
学の姉で大学生。オレンジ色のショートヘアが特徴。交際相手との間に妊娠が発覚し勘当されてしまう。
早苗の祖父
演 - 織本順吉
その他
演 - 川幡由佳、村井国夫、真柴幸平、沼田爆、湯江健幸、法城慎一郎、中村たつ

## スタッフ
- 作 - 尾西兼一[1]
- 制作統括 - 一柳邦久[1]、小見山佳典[1]
- 演出 - 赤羽博[1]
- 美術 - 吉見邦弘[1]
- 技術 - 市川正明[1]
- 音響効果 - 下城義行[1]
- 共同制作 - アベクカンパニー、NHKエンタープライズ21
- 制作 - NHK
- 音響 - サウンドシップ

## 主題歌
- 衛藤利恵「Paradise In Me」[1]

## 補足
竹下景子と蟹江敬三は2011年の『胡桃の部屋』で再度夫婦役を演じた。